# Moses Wright
Moses Anthony Wright (ur. 23 grudnia 1998 w Raleigh) – amerykański koszykarz występujący na pozycji silnego skrzydłowego, od 2023 zawodnik Zhejiang Golden Bulls.
W 2021 reprezentował New Orleans Pelicans podczas rozgrywek letniej ligi NBA. 
28 lipca 2023 został zawodnikiem Zhejiang Golden Bulls.

## Osiągnięcia
Stan na 10 października 2023, na podstawie, o ile nie zaznaczono inaczej.
NCAA
- Uczestnik turnieju NCAA (2021)
- Mistrz turnieju konferencji Atlantic Coast (ACC – 2021)
- Koszykarz roku:
  - ACC (2021)[5]
  - Georgii – Atlanta Tipoff Club (2021)
- Wybrany do:
  - I składu:
    - ACC (2021)
    - defensywnego ACC (2021)

  - turnieju Diamond Head Classic (2020)
  - składu honorable mention All-American (2021 przez Associated Press)
- Lider ACC w liczbie celnych:
  - (163) i oddanych (300) rzutów za 2 punkty (2021)
  - (175) rzutów z gry (2021)
- Zawodnik tygodnia ACC (30.12.2019, 7.12.2020, 1.03.2021, 8.03.2021)

Indywidualne
- Zaliczony do I składu G-League (2022)